# Coppa Italia Serie C 2025-2026
La Coppa Italia Serie C 2025-2026 è una competizione di calcio italiana alla quale partecipano le squadre iscritte al campionato di Serie C 2025-2026. La competizione è iniziata il 16 agosto 2025 e terminerà il 1º aprile 2026.

## Formula
Partecipano alla competizione le 60 squadre iscritte al campionato di Serie C 2025-2026. La competizione si svolge interamente ad eliminazione diretta: i primi quattro turni sono in gara unica, mentre semifinali e finale si svolgono con gare di andata e ritorno.
Le 4 società selezionate per partecipare anche alla Coppa Italia professionisti sono esentate dal primo turno ed ammesse direttamente al secondo. Ai fini della determinazione degli accoppiamenti fino agli ottavi di finale secondo un criterio di vicinanza geografica, tutte le 60 squadre partecipanti sono suddivise in quattro gruppi, ciascuno comprendente 15 società. In ciascun gruppo sono inserite una delle squadre esentate dal primo turno e 14 di quelle che invece devono disputarlo.
- Primo turno: in ciascuno dei 4 gruppi un sorteggio integrale determina i 7 accoppiamenti fra le 14 squadre che ne fanno parte, stabilendo per sorteggio anche la squadra che ha diritto a giocare in casa la gara unica. Le vincitrici accedono al secondo turno.

- Secondo turno: partecipano complessivamente 32 società, vale a dire le 28 vincitrici il primo turno e le 4 società ammesse alla Coppa Italia 2025-2026 organizzata dalla LNP Serie A. All'interno di ciascuno dei quattro gruppi le 8 squadre (1 ammessa di diritto e 7 provenienti dal turno precedente) sono nuovamente abbinate da un sorteggio integrale per determinare i 4 accoppiamenti. Il sorteggio stabilisce anche chi ha diritto a giocare in casa la gara unica, eccezion fatta per la squadra ammessa di diritto a questo turno, che gioca di diritto in casa contro l'avversaria assegnatale dal sorteggio. Le squadre vincitrici accedono agli ottavi di finale.

- Ottavi di finale: vi partecipano le 16 squadre vincitrici del secondo turno eliminatorio. Ancora una volta, all'interno di ciascun gruppo le 4 squadre rimaste in lizza sono abbinate da un sorteggio integrale per determinare i 2 accoppiamenti e il fattore campo. Le vincitrici accedono ai quarti di finale.
- Quarti di finale: partecipano le 8 vincitrici degli ottavi di finale. A partire da questo turno gli accoppiamenti sono determinati da un sorteggio integrale, senza più tenere conto dei 4 gruppi geografici di provenienza. Le vincitrici accedono alle semifinali.
- Semifinali e finale: le 4 vincitrici dei quarti di finale si sfidano con gare di andata e ritorno; il sorteggio determina l'ordine dei campi, anche per la finale fra le due vincitrici delle semifinali.

La vincitrice del torneo si qualificherà di diritto, oltre che alla Coppa Italia 2026-2027, anche alla fase nazionale dei playoff di Serie C 2025-2026 per la promozione in Serie B 2026-2027, a meno che essa non si trovasse in una delle seguenti situazioni:
1. già promossa in Serie B per piazzamento (primo posto nel proprio girone del campionato);
2. già ammessa alla fase nazionale dei playoff per piazzamento (secondo o terzo posto nel proprio girone del campionato);
3. rinunciante alla partecipazione ai playoff;
4. piazzamento nel proprio girone del campionato di Serie C in uno degli ultimi cinque posti per cui debba disputare i play out (quindi retrocessa direttamente in Serie D).

In tal caso il suo posto sarebbe colmato dalla finalista sconfitta in questo torneo o, in subordine, dalla quarta classificata del girone cui appartiene la vincitrice di coppa.

## Calendario
| Fase              | Turno            | Andata                 | Ritorno                |
| ----------------- | ---------------- | ---------------------- | ---------------------- |
| Turni eliminatori | Primo turno      | 16-17 agosto 2025      | 16-17 agosto 2025      |
| Turni eliminatori | Secondo turno    | 28-29-30 ottobre 2025  | 28-29-30 ottobre 2025  |
| Fase finale       | Ottavi di finale | 25-26-27 novembre 2025 | 25-26-27 novembre 2025 |
| Fase finale       | Quarti di finale | 9-10-11 dicembre 2025  | 9-10-11 dicembre 2025  |
| Fase finale       | Semifinali       | 14 gennaio 2026        | 28 gennaio 2026        |
| Fase finale       | Finale           | 18 marzo 2026          | 1º aprile 2026         |

## Partite

### Turni eliminatori

#### Primo turno
Vi partecipano le 56 squadre che non avevano partecipato alla Coppa Italia maggiore. Le squadre sono suddivise in 4 gruppi costituiti da 14 squadre, e si affrontano in gare di sola andata. Le squadre vincitrici vengono ammesse al secondo turno.
| Squadra 1            | Risultato       | Squadra 2           |          |          |
| Gruppo 1             | Gruppo 1        | Gruppo 1            | Gruppo 1 | Gruppo 1 |
| -------------------- | --------------- | ------------------- | -------- | -------- |
| Juventus Next Gen    | 1 - 0           | Novara              |          |          |
| Lumezzane            | 1 - 2           | Inter U23           |          |          |
| Giana Erminio        | 1 - 4           | Atalanta U23        |          |          |
| Lecco                | 0 - 1           | Ospitaletto         |          |          |
| Pro Patria           | 1 - 1 (1-4 dtr) | Alcione             |          |          |
| Pergolettese         | 1 - 1 (1-3 dtr) | Renate              |          |          |
| AlbinoLeffe          | 0 - 3           | Pro Vercelli        |          |          |
| Gruppo 2             |                 |                     |          |          |
| Sambenedettese       | 2 - 0           | Vis Pesaro          |          |          |
| Arzignano Valchiampo | 2 - 1           | Triestina           |          |          |
| Ravenna              | 2 - 0           | Cittadella          |          |          |
| Virtus Verona        | 2 - 3           | Forlì               |          |          |
| Union Brescia        | 2 - 1           | Dolomiti Bellunesi  |          |          |
| Carpi                | 0 - 0 (3-0 dtr) | Trento              |          |          |
| Pineto               | 2 - 2 (2-3 dtr) | Ascoli              |          |          |
| Gruppo 3             |                 |                     |          |          |
| Benevento            | 1 - 0           | Guidonia Montecelio |          |          |
| Arezzo               | 2 - 1           | Bra                 |          |          |
| Giugliano            | 4 - 1           | Pianese             |          |          |
| Perugia              | 0 - 0 (5-4 dtr) | Pontedera           |          |          |
| Torres               | 2 - 1           | Livorno             |          |          |
| Campobasso           | 3 - 0           | Casertana           |          |          |
| Latina               | 1 - 0           | Gubbio              |          |          |
| Gruppo 4             |                 |                     |          |          |
| Foggia               | 2 - 1           | Siracusa            |          |          |
| Casarano             | 1 - 0           | Team Altamura       |          |          |
| Monopoli             | 1 - 0           | Cosenza             |          |          |
| Potenza              | 1 - 0           | Cavese              |          |          |
| Crotone              | 1 - 0           | Catania             |          |          |
| Salernitana          | 1 - 1 (3-4 dtr) | Sorrento            |          |          |
| AZ Picerno           | 1 - 1 (4-5 dtr) | Trapani             |          |          |

#### Secondo turno
Vi partecipano le 28 squadre vincitrici del primo turno e le 4 squadre che hanno partecipato alla Coppa Italia maggiore. Le squadre sono suddivise in 4 gruppi costituiti da 8 squadre, e si affrontano in gare di sola andata. Le squadre vincitrici vengono ammesse alla fase finale.
| Squadra 1        | Risultato | Squadra 2            |          |          |
| Gruppo A         | Gruppo A  | Gruppo A             | Gruppo A | Gruppo A |
| ---------------- | --------- | -------------------- | -------- | -------- |
| Vicenza          | -         | Pro Vercelli         |          |          |
| Atalanta U23     | -         | Alcione              |          |          |
| Ospitaletto      | -         | Inter U23            |          |          |
| Renate           | -         | Juventus Next Gen    |          |          |
| Gruppo B         |           |                      |          |          |
| Sambenedettese   | -         | Ascoli               |          |          |
| Carpi            | -         | Union Brescia        |          |          |
| Rimini           | -         | Ravenna              |          |          |
| Forlì            | -         | Arzignano Valchiampo |          |          |
| Gruppo C         |           |                      |          |          |
| Arezzo           | -         | Torres               |          |          |
| Latina           | -         | Perugia              |          |          |
| Giugliano        | -         | Benevento            |          |          |
| Ternana          | -         | Campobasso           |          |          |
| Gruppo D         |           |                      |          |          |
| Monopoli         | -         | Potenza              |          |          |
| Audace Cerignola | -         | Casarano             |          |          |
| Sorrento         | -         | Trapani              |          |          |
| Crotone          | -         | Foggia               |          |          |

## Fase finale

### Squadre partecipanti

#### Ottavi di finale
Si disputano in gara unica.
| Squadra 1   | Risultato | Squadra 2   |          |          |
| Gruppo A    | Gruppo A  | Gruppo A    | Gruppo A | Gruppo A |
| ----------- | --------- | ----------- | -------- | -------- |
| Sconosciuta | -         | Sconosciuta |          |          |
| Sconosciuta | -         | Sconosciuta |          |          |
| Gruppo B    |           |             |          |          |
| Sconosciuta | -         | Sconosciuta |          |          |
| Sconosciuta | -         | Sconosciuta |          |          |
| Gruppo C    |           |             |          |          |
| Sconosciuta | -         | Sconosciuta |          |          |
| Sconosciuta | -         | Sconosciuta |          |          |
| Gruppo D    |           |             |          |          |
| Sconosciuta | -         | Sconosciuta |          |          |
| Sconosciuta | -         | Sconosciuta |          |          |

| 2025, ore CET |  | – |  |  |

| 2025, ore CET |  | – |  |  |

| 2025, ore CET |  | – |  |  |

| 2025, ore CET |  | – |  |  |

| 2025, ore CET |  | – |  |  |

| 2025, ore CET |  | – |  |  |

| 2025, ore CET |  | – |  |  |

| 2025, ore CET |  | – |  |  |

#### Quarti di finale
Si disputano in gara unica.
| Squadra 1   | Risultato | Squadra 2   |
| ----------- | --------- | ----------- |
| Sconosciuta | -         | Sconosciuta |
| Sconosciuta | -         | Sconosciuta |
| Sconosciuta | -         | Sconosciuta |
| Sconosciuta | -         | Sconosciuta |

| 2025, ore CET |  | – |  |  |

| 2025, ore CET |  | – |  |  |

| 2025, ore CET |  | – |  |  |

| 2025, ore CET |  | – |  |  |

#### Semifinali
Si disputano in partite di andata e ritorno.
| Squadra 1   | Totale | Squadra 2   | Andata | Ritorno |
| ----------- | ------ | ----------- | ------ | ------- |
| Sconosciuta | -      | Sconosciuta | -      | -       |
| Sconosciuta | -      | Sconosciuta | -      | -       |

##### Andate
| 14 gennaio 2026, ore CET Andata |  | – |  |  |

| 14 gennaio 2026, ore CET Andata |  | – |  |  |

##### Ritorni
| 28 gennaio 2026, ore CET Ritorno |  | – |  |  |

| 28 gennaio 2026, ore CET Ritorno |  | – |  |  |

#### Finale
La finale si disputa in gara doppia: 18 marzo (andata) e 1º aprile (ritorno) 2026.
| Squadra 1   | Totale | Squadra 2   | Andata | Ritorno |
| ----------- | ------ | ----------- | ------ | ------- |
| Sconosciuta | -      | Sconosciuta | -      | -       |

##### Andata
| 18 marzo 2026, ore CET Andata |  | – |  |  |

##### Ritorno
| 1º aprile 2026, ore CEST Ritorno |  | – |  |  |

## Classifica marcatori
Aggiornata al 17 agosto 2025.
| Gol | Rigori |  | Giocatore    | Squadra    |
| --- | ------ |  | ------------ | ---------- |
| 2   |        |  | Antonio Gala | Campobasso |
| 2   |        |  | Matteo Motti | Ravenna    |